# Denys Olijnyk
Denys Wiktorowytsch Olijnyk (ukrainisch Денис Вікторович Олійник; engl. Transkription: Denys Oliynyk; * 16. Juni 1987 in Saporischschja, Ukrainische SSR, Sowjetunion) ist ein ukrainischer ehemaliger Fußballspieler.

## Sportliche Laufbahn

### Vereine
Olijnyk begann seine Karriere 2004 bei Dynamo Kiew. Dort bestritt er in der Saison 2006/07 zwei Spiele in der ersten Mannschaft, die am Saisonende die ukrainische Meisterschaft gewann. In der Saison 2007/08 wurde er an den ukrainischen Erstligisten FK Naftowyk-Ukrnafta Ochtyrka verliehen. Dort blieb er bis Ende 2007 und bestritt 14 Spiele. Für die erste Hälfte der Spielzeit 2008/09 wurde er an den Erstligisten Arsenal Kiew verliehen. Hier wurde er schnell zum Führungsspieler in der Offensive. Zur zweiten Hälfte der Saison 2008/09 wechselte er zu Metalist Charkiw. Hier spielte er in der ersten ukrainischen Liga und im UEFA Cup. Im Juli 2011 wechselte Olijnyk zum ukrainischen Erstligisten Dnipro Dnipropetrowsk und wurde zum Stammspieler.
Am 26. Mai 2014 unterschrieb er einen Zweijahresvertrag beim niederländischen Erstligisten Vitesse Arnheim. In der Saison 2016/17 spielte er für den deutschen Bundesligisten SV Darmstadt 98. Dort spielte er mit seinem Landsmann Artem Fedezkyj zusammen, mit dem Olijnyk bereits von 2012 bis 2014 zusammen beim ukrainischen Klub Dnipro Dnipropetrowsk unter Vertrag stand. Sein erstes Tor für Darmstadt erzielte er am 4. Spieltag in der Nachspielzeit zum 1:1-Endstand gegen die TSG 1899 Hoffenheim.
Am 5. Oktober 2017 unterschrieb Olijnyk einen Vertrag beim ukrainischen Zweitligisten Desna Tschernihiw. Im Sommer 2018 wechselte Olijnyk nach Finnland zu SJK Seinäjoki. Der Verein spielt in der Veikkausliiga, der ersten finnischen Liga. Nach vier Jahren in Finnland kehrte er im Sommer 2022 in die Ukraine zurück, wo ihn der Erstligist Worskla Poltawa verpflichtete.

### Nationalmannschaft
Olijnyk bestritt zwischen 2010 und 2015 zwölf Spiele für die Nationalmannschaft der Ukraine und in den Jahren 2007 und 2008 insgesamt 17 Spiele für die ukrainische U21-Mannschaft.